# Liste der Wappen in der Provinz Frosinone
Die Liste der Wappen in der Provinz Frosinone beinhaltet alle in der Wikipedia gelisteten Wappen der Orte in der Provinz Frosinone in der Region Latium in Italien. In dieser Liste werden die Wappen mit dem Gemeindelink angezeigt. 

## Wappen der Provinz Frosinone

Provinz Frosinone
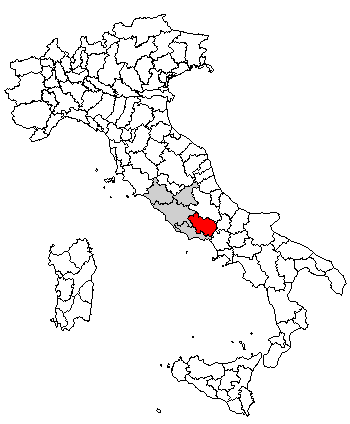
Lage der Provinz in Italien

## Wappen der Gemeinden der Provinz Frosinone

Acquafondata
Acuto
Alatri
Alvito
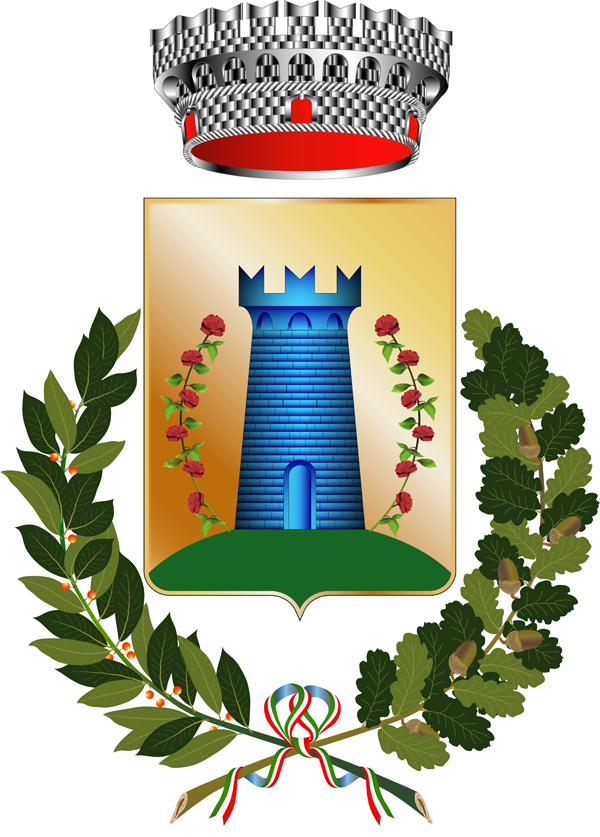
Amaseno
Anagni
Aquino
Arce
Arnara
Arpino
Atina
Ausonia
Belmonte Castello
Boville Ernica
Broccostella
Campoli Appennino
Casalattico
Casalvieri
Cassino
Castelliri
Castelnuovo Parano
Castro dei Volsci
Castrocielo
Ceccano
Ceprano
Cervaro
Colfelice
Colle San Magno
Collepardo
Coreno Ausonio
Esperia
Falvaterra
Ferentino
Filettino
Fiuggi
Fontana Liri
Fontechiari
Frosinone Auf rotem Schild ein aufrechter, rot bewehrter Löwe in natürlichen Farben. Darüber ein Band mit der Aufschrift Bellator Frusino (Kriegerisches Frosinone).[1]
Fumone
Gallinaro
Giuliano di Roma
Guarcino
Isola del Liri
Monte San Giovanni Campano
Morolo
Paliano
Pastena
Patrica
Pescosolido
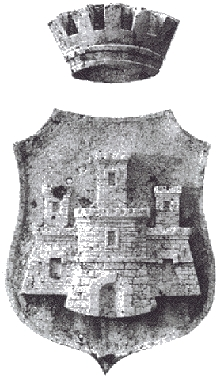
Picinisco
Pico
Piedimonte San Germano
Piglio
Pignataro Interamna
Pofi Das Gemeindewappen zeigt einen Baum in natürlichen Farben um den sich eine Schlange windet. Im Hintergrund ein Regenbogen. Möglicherweise entwickelte es sich aus dem Wappen der Ortsherren Colonna, das allerdings eine Säule zeigt.[2]
Pontecorvo Der Name Pontecorvo leitet sich vom lateinischen Pons curvus (lateinisch kurvige Brücke) her. Tatsächlich hat die mittelalterliche Brücke eine auffällig kurvige Form. Der Begriff Corvo bedeutet jedoch auch auf italienisch Rabe. Daher zeigt das Wappen der Stadt einen Raben auf einer kurvigen Brücke.[3]
Posta Fibreno
Ripi
Rocca d’Arce
Roccasecca
San Biagio Saracinisco
San Donato Val di Comino
San Giorgio a Liri
San Giovanni Incarico
San Vittore del Lazio
Sant’Ambrogio sul Garigliano
Sant’Andrea del Garigliano
Sant’Apollinare
Sant’Elia Fiumerapido
Santopadre
Serrone
Settefrati
Sgurgola
Sora
Strangolagalli
Supino
Terelle
Torre Cajetani
Torrice
Trevi nel Lazio
Trivigliano
Vallecorsa
Vallemaio
Vallerotonda
Veroli
Vicalvi
Vico nel Lazio
Villa Latina
Villa Santa Lucia
Villa Santo Stefano
Viticuso